# Museo delle cere (Roma)
Il Museo delle cere di Roma è stato fondato nel 1958 da Fernando Canini,
ispirato dai musei simili di Londra e Parigi.
La raccolta è la prima in Italia e la terza in Europa per il numero dei personaggi raccolti.
Si trova in Piazza dei Santi Apostoli 67, nei pressi di Piazza Venezia, in un'ala di palazzo Colonna.

## Le sale

### Ingresso
- Eduardo De Filippo
- Totò
- Nino Manfredi

### Sala 1: Salone del Palazzo Venezia
Qui è stata ricostruita l'ultima seduta del Gran Consiglio fascista, avvenuta il 24 luglio 1943, a cui seguì l'arresto di Mussolini, rappresentato insieme ai più alti gerachi fascisti.

### Sala 2: La storia del Novecento
- Heinrich Himmler
- Adolf Hitler
- I tre della Conferenza di Jalta: Winston Churchill, Franklin Roosevelt, Stalin
- Mao Tse Tung
- Nikita Chruščëv
- Luigi Sturzo
- Alcide De Gasperi

### Sala 3: I grandi dell'Ottocento e i poeti italiani
- Oscar Wilde
- Honoré de Balzac
- Alfred Nobel
- Louis Pasteur
- Abraham Lincoln
- Dante Alighieri
- Giacomo Leopardi

### Sala 4: Personaggi del mondo dello spettacolo e dello sport
- Pooh (le cui statue sono state dedicate nel 1986, nel ventennale della loro carriera) ora sono state tolte
- Francesco Totti (capitano della squadra di calcio campione d'Italia nel 2001)
- Alessandro Nesta (capitano della squadra di calcio campione d'Italia nel 2000)
- Alberto Sordi
- Charlie Chaplin

### Sala 5: Tronetto papale

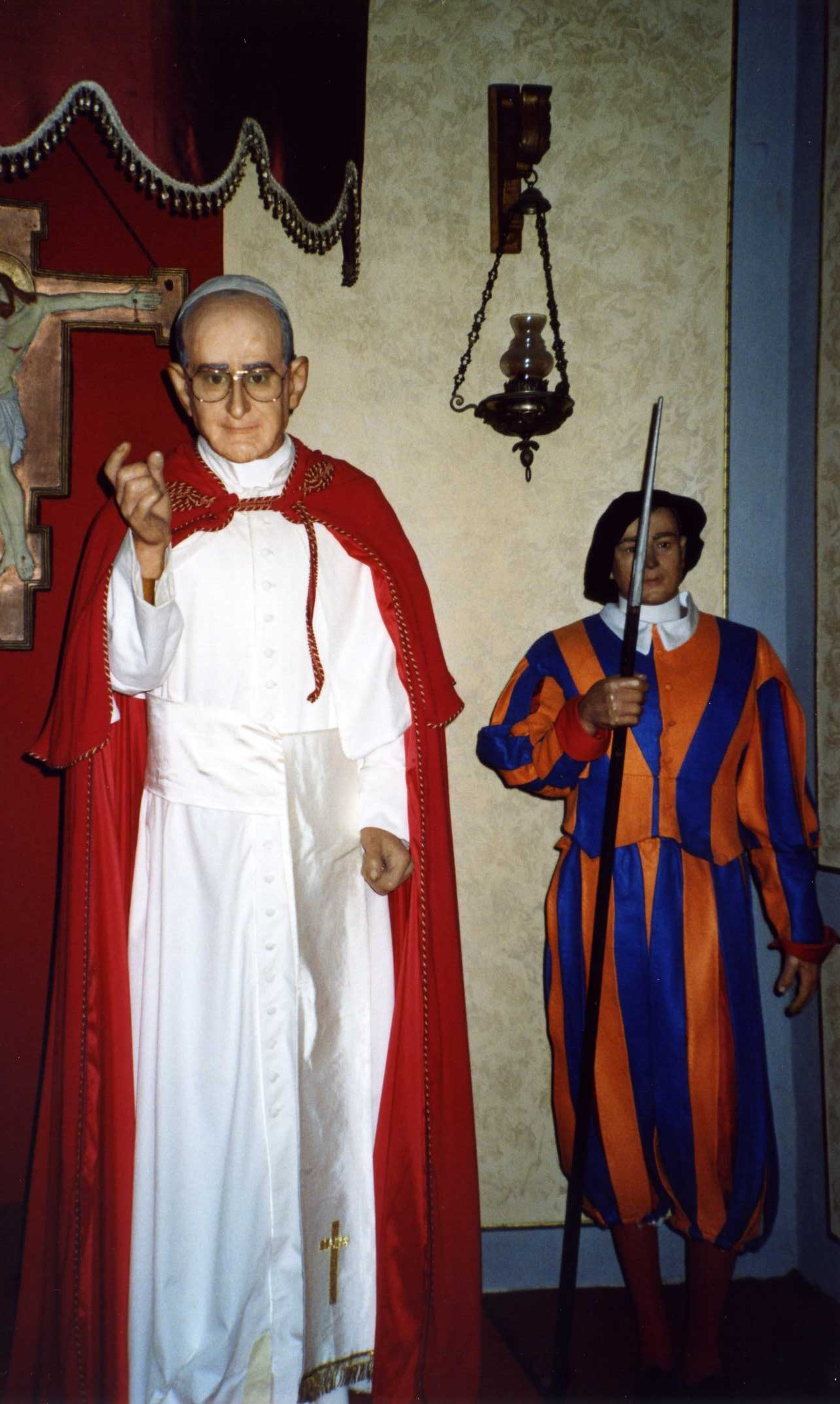
Statua di papa Paolo VI nel museo delle cere di Roma.

- Papa Giovanni XXIII
- Cardinale Pietro Gasparri
- Cardinale Alfredo Ottaviani
- Padre Pio da Pietrelcina
- Papa Giovanni Paolo II
- Papa Paolo VI

### Sala 6: Il Risorgimento italiano e i grandi inventori
- Nino Bixio
- Giuseppe Garibaldi
- Vittorio Emanuele II
- Camillo Benso Conte di Cavour
- Giuseppe Mazzini
- Evangelista Torricelli
- Galileo Galilei
- Alessandro Volta
- Enrico Fermi
- Guglielmo Marconi
- alcuni strumenti di esecuzione capitale: una sedia a gas, una sedia elettrica ed una garrota

### Sala 7: Musicisti e artisti
- Richard Wagner
- Richard Strauss
- Niccolò Paganini
- Giuseppe Verdi
- Giacomo Puccini
- Arturo Toscanini
- Michelangelo Buonarroti
- Leonardo da Vinci
- Francisco Goya
- Pablo Picasso
- Laura Pausini
- Stefano D'Orazio con la batteria
- Gigi D'Alessio
- Brad Pitt

### Sala 8: Animali preistorici e la Bella Addormentata
- Animali preistorici tra cui il Tirannosauro, il Protoceratopo, il Brontosauro, il Triceratopo e il Coritosauro
- scena della Bella Addormentata

### Sala 9: Lenin che parla ai contadini russi
- Lenin

### Sala 10: Personaggi della storia
- Borgia
- Cristoforo Colombo
- Napoleone Bonaparte